# Poortvliet
Poortvliet es una localidad del municipio de Tholen, en la provincia de Zelanda (Países Bajos). Está situada unos 12 km al noroeste de Bergen op Zoom. Constituyó un municipio independiente hasta su anexión a Tholen en 1971.